# BIG CITY RODEO
《BIG CITY RODEO》是日本音樂團體GENERATIONS的第15张单曲，於2017年10月25日由rhythm zone发售。

## 概要
- A面曲《BIG CITY RODEO》為スポーツデポ・アルペン「街でも、キマる。」電視廣告歌曲。
- B面曲《MAD CYCLONE》為GENERATIONS LIVE TOUR 2017 "MAD CYCLONE"演唱會主題歌曲。
- 與前作相同，此單曲收錄了上一張單曲的英語版本。

## 收錄内容

### CD
1. BIG CITY RODEO
（作詞：Amon Hayash、作曲：T-Kura, JAY'ED）
2. MAD CYCLONE
（作詞：michico、作曲：T.Kura, michico）
3. BIG CITY RODEO (Instrumental)
4. MAD CYCLONE(Instrumental)
5. 日月皆同（English version）

### DVD
1. BIG CITY RODEO（Music Video）
2. MAD CYCLONE（Music Video ※LIVE影像）